# 圣热姆
圣热姆（法語：Sainte-Gemme，法語發音：[sɛ̃t ʒɛm]）是法国滨海夏朗德省的一个市镇，位于该省中南部，属于桑特区。

## 地理
圣热姆（45°46'17"N, 0°53'19"W）面积40.91 平方千米，位于法国新阿基坦大区滨海夏朗德省，该省份为法国西部滨海省份，北起旺代省，西临大西洋，南至吉倫特省，东南接多爾多涅省，东北接德塞夫勒省接壤，东临夏朗德省。
与圣热姆接壤的市镇（或旧市镇、城区）包括：巴朗扎克、香槟、拉格里普里-圣桑福里安、勒加、楠克拉、阿尔努河畔蓬拉贝、圣索尔南、阿尔努河畔圣叙尔皮斯。

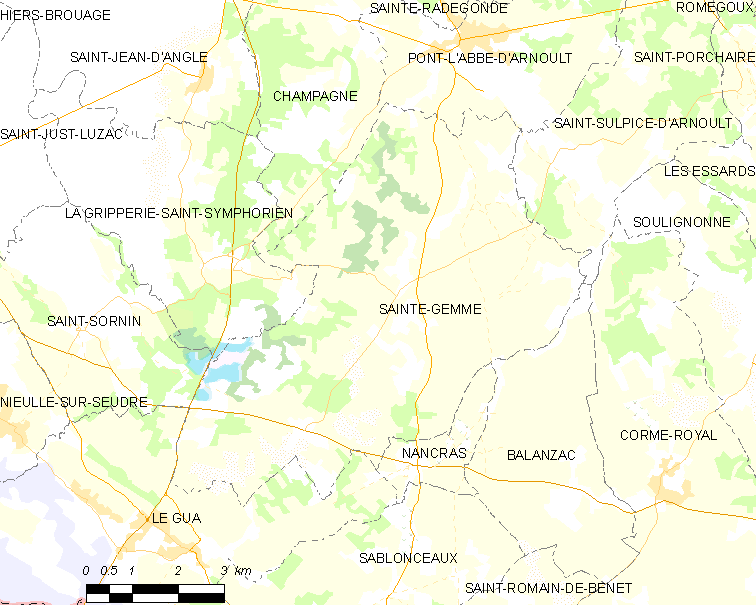
圣热姆的OSM定位图

圣热姆的时区为UTC+01:00、UTC+02:00（夏令时）。

## 行政
圣热姆的邮政编码为17250，INSEE市镇编码为17330。

## 政治
圣热姆所属的省级选区为圣波谢尔县。

## 人口

1962-2008年间圣热姆人口变化图示

圣热姆于2022年1月1日时的人口数量为1364人。